# スカ・バンドの一覧
スカ・バンドの一覧（スカ・バンドのいちらん）では、スカを演奏するバンドの一覧記事を掲載する。なおソロのミュージシャンとしては、プリンス・バスターやデスモンド・デッカー、エリック・モリス、ドン・ドラモンドなどが活躍した。

## ジャマイカ
- ザ・スカタライツ[1]
- トゥーツ・アンド・ザ・メイタルズ（初期）
- ウェイラーズ（初期）
- ソウル・ブラザーズ[2]

## イギリス
- マッドネス
- ザ・スペシャルズ
- セレクター[3]
- ザ・ビート
- バッド・マナーズ
- ザ・トロージャンズ

## 日本
- 東京スカパラダイスオーケストラ
- レピッシュ
- MUTE BEAT
- ブルー・ビート・プレイヤーズ
- スカフレイムス
- クール・ワイズ・メン[4]
- Determinations[5]
- 川上つよしと彼のムードメイカーズ[6]
- The Miceteeth
- The KING LION
- MAJESTICS[7]
- TheDROPS[8]
- FleSKA-RAVAN Jazz Orchestra[9]
- THE AUTOCRATICS
- ROLLINGS
- Oi-SKALL MATES
- DOBERMAN
- SHOW-SKA
- What's Love?
- オレスカバンド
- MORE THE MAN
- SKA SKA CLUB

スカパンク/スカコア
- SCAFULL KING
- Yum!Yum!ORANGE
- CLUB SANDINISTA!
- TIJUANA BROOKS
- THE COLTS
- KEMURI
- SNAIL RAMP
- THE RUDEBONES
- POTSHOT
- GELUGUGU
- OVERLIMIT
- midnightPumpkin
- ムラマサ☆
- レトロ本舗
- 小島
- シャカラビッツ
- YOUNG PUNCH
- DOMINO88
- Ori-ska
- Witchery SKANK
- HEY-SMITH

スカ曲を録音したバンド
- EGO-WRAPPIN'[10]
- THE BOOM[11]